# Bub Carrington
Carlton Kaleel "Bub" Carrington III  (Baltimore, Maryland; 21 de julio de 2005) es un baloncestista estadounidense que pertenece a la plantilla de los Washington Wizards de la NBA. Con 1,93 metros de estatura, juega en la posición de base o escolta. Es primo segundo del jugador profesional Rudy Gay.

## Trayectoria deportiva

### Universidad
Jugó una temporada con los Panthers de la Universidad de Pittsburgh, en la que promedió 13,8 puntos, 5,2 rebotes y 4,1 asistencias por partido. En su primer partido, contra North Carolina A&T, ayudó a los Panthers a ganar 100-52 y totalizó 18 puntos, 12 rebotes y 10 asistencias para el primer triple-doble en un debut en la historia de la universidad y el segundo en la historia de la ACC, siendo también el primero en lograr la hazaña en Pittsburgh desde 1998.
Fue incluido en el mejor quinteto freshman de la Atlantic Coast Conference. El 3 de abril de 2024, terminada la temporada, se delcaró elegible para el Draft de la NBA, renunciando al resto de su elegiblidad universitaria.

#### Estadísticas
| Año     | Equipo     | PJ | PT | MPP  | %TC  | %3P  | %TL  | RPP | APP | ROB | TPP | PPP  |
| ------- | ---------- | -- | -- | ---- | ---- | ---- | ---- | --- | --- | --- | --- | ---- |
| 2023–24 | Pittsburgh | 33 | 33 | 33.2 | .412 | .322 | .785 | 5.2 | 4.1 | .6  | .2  | 13.8 |
| Total   | Total      | 33 | 33 | 33.2 | .412 | .322 | .785 | 5.2 | 4.1 | .6  | .2  | 13.8 |

### Profesional
Fue elegido en la decimocuarta posición del Draft de la NBA de 2024 por los Portland Trail Blazers, pero fue inmediatamente traspasado junto a Malcolm Brogdon, a los Washington Wizards, a cambio de Deni Avdija.

## Estadísticas de su carrera en la NBA

### Temporada regular
| Año     | Equipo     | PJ | PT | MPP  | %TC  | %3P  | %TL  | RPP | APP | ROB | TPP | PPP |
| ------- | ---------- | -- | -- | ---- | ---- | ---- | ---- | --- | --- | --- | --- | --- |
| 2024-25 | Washington | 82 | 57 | 30.0 | .401 | .339 | .812 | 4.2 | 4.4 | .8  | .3  | 9.8 |
| Total   | Total      | 82 | 57 | 30.0 | .401 | .339 | .812 | 4.2 | 4.4 | .8  | .3  | 9.8 |